# Cœur de royaume
Cœur de royaume est une série de bande dessinée.
- Scénario : Brrémaud
- Dessin : Benoît Vieillard
- Couleurs : Angélique Césano (tome 1) , Siel (tome 2)

## Albums
- Tome 1 : L'Élu (1999)
- Tome 2 : Amazones (2001)

## Critique
Pascal Patoz de NooSFere écrit sur L'Élu : « si cet album laisse sur sa faim, il demeure toutefois distrayant et assez drôle, tout en étant riche de promesses grâce à l'indéniable talent de Vieillard. En étoffant l'intrigue et les dialogues, en gommant certaines facilités et en faisant preuve d'un peu plus d'originalité dans les situations, les conditions pourraient être réunies pour aboutir à une bonne série d'aventures trépidantes et cocasses. ». 

## Publication

### Éditeur
- Soleil Productions : Tomes 1 et 2 (première édition des tomes 1 et 2).